# Mumble dansează din nou
Happy Feet 2 este un film musical de animație regizat, produs și co-regizat de George Miller. Este continuarea filmului din 2006 Happy Feet: Mumble cel mai tare dansator. Premiera românească a avut loc pe 6 ianuarie 2012, în 3D varianta subtitrată și dublată, și în IMAX 3D, varianta subtitrată și dublată, fiind distribuit de Media Pro Distribution.
În limba română filmul beneficiază de o distribuție aleasă ce cuprinde 6 vedete din showbizul autohton, alese ca urmare a strategiei globale de merchandising optată de Warner Bros. Animation: Loredana Groza, Horia Brenciu, Pavel Bartoș, Wilmark, Cosmin Seleși, și Ioana Ginghină Cătălina Grama, iar știrea conform cărora vedetele au dublat în noul film de animație a fost promovată la Pro TV în cadrul Știrilor Pro TV, și pe Acasă TV în cadrul emisiunii Poveștiri de Noapte.

## Acțiune
Partea a doua a animației premiate cu Oscar în 2007, Happy Feet 2 readuce pe marile ecrane peisajele feerice din Antarctica și pe cei mai buni dansatori de step: pinguinii Mumble (Elijah Wood), Gloria (Pink) și prietenii lor, îndrăgiții Ramon și Lovelace (Robin Williams). Mumble și Gloria au acum un pui, Erik (EG Daly), care încearcă neîncetat să-și găsească abilitățile lui speciale în lumea amuzantă a pinguinilor imperiali. Însă pericole negândite le amenință specia și toți trebuie să se unească și să danseze pentru a se salva.

## Dublajul în română
- Loredana Groza - Gloria (cântece)[8][9]
- Sânziana Târța - Gloria (dialog)
- Horia Brenciu - Lovelace [10]
- Silvian Vâlcu - Mumble
- Pavel Bartoș - Will[11]
- Cosmin Seleși - Bill
- Ion Grosu - Sven
- Cosmin Șofron - Ramone
- Valentin Teodosiu - Bryan Șeful plajei
- Luca Antonescu - Erik
- Ilinca Ivanov - Carmen
- Damian Victor Oancea -  Seymour
- Marcelo Cobzariu - Noah
- Georgiana Dumitru - Dna. Viola
- Orodel Olaru - Wayne /Bătrânul Egbert
- Carla Oncescu - Bo
- Nicolae Adetu - Atticus
- George Lungoci - Amigo 1- Nestor
- Mircea Drâmbăreanu - Amigo 2- Raul
- Viorel Ionescu - Amigo 3- Rinaldo
- Lucian Ifrim - Amigo 4- Lombardo
- Valentino Tiron- Skuas
- Cristian Ilinca - Pui de Elefant 1
- Cristian Ionescu - Pui de Elefant 2
- Wilmark - Pinguin Adelie[12]
- Ioana Ginghină - Pinguina Adelie[13]

### Alte voci
- Isabela Neamțu
- Tamara Roman
- George Călin
- Răzvan Georgescu
- Sorina Enea
- Mircea Ciurez
- Rudolf Cocriș
- Andreea Petrea
- Roxana Gavrilă
- Alin Maghiar
- Mircea Lucaciu
- Laura Mocan
- Francesca Ilie
- Valenti Bîrzu
- Bogdan Giurgiu
- Dan Tache
- Florian Ghimpu
- Monica Pricob
- Petronela Costin

### Technical Staff
- Dubbing Director:
- Musical Director: Bogdan Giurgiu
- Lyricist: Bogdan Giurgiu

### Muzică
- „Happy Feet 2 Generic ” interpretat de: Loredana Groza
- „Mărețul Sven”  interpretat de: Horia Brenciu , Ion Grosu
- „Un pod la cer”  interpretat de: Loredana Groza
- „Dragostea din tei”  interpretat de: Ion Grosu
- „Opera lui Erick”  interpretat de: Mircea Ciurez
- „Chinul/ Națiunea cu Ritmul”  interpretat de: Loredana Groza